# Library of Congress
38°53′16″N 77°00′14″V / 38.88778°N 77.00389°V
Library of Congress er USAs faktiske nationalbibliotek og fagbibliotek for USAs lovgivende forsamling, Kongressen. Biblioteket er beliggende i Washington, DC, umiddelbart syd for højesteretsbygningen og ret sydøst for kongresbygningen. Samlingerne omfatter mere end 30 millioner katalogiserede bøger og andet trykt materiale på over 470 sprog, mere end 58 millioner manuskripter og en mængde aviser, film, kort og lydoptagelser. Biblioteket favner vidt: Alt udgivet i USA skal i princippet være der, men man finder også f.eks. nyere norsk kriminallitteratur.
Library of Congress er verdens næstestørste bibliotek. I tillæg til den store hovedbygning, opkaldt efter præsident Thomas Jefferson, er der bygget to omtrent lige så store sidebygninger (Adams- og Madisonbygningerne), og der findes også et stort fjernmagasin i Fort Meade nord for Washington. Biblioteket har udviklet sit eget klassifikationssystem, der består af såkaldte Library of Congress Control Numbers, som er organiseret efter, hvordan bogreolerne i magasinerne blev anlagt. Systemet er i brug ved universiteter og lignende over hele USA, men på offentlige biblioteker bruges Deweysystemet.

## Historie
Biblioteket blev grundlagt som forskningsbibliotek for den amerikanske kongres 24. april 1800, efter at præsident John Adams flyttede landets regeringssæde fra Philadelphia til Washington. Siden 1802 har forvaltningen af biblioteket været varetaget af United States Congress Joint Committee on the Library.
Der blev stillet 5.000 $ til rådighed for anskaffelse af bøger til kongressens brug og for indretning af passende omgivelser i Capitolbygningen. Bibliotekets samlinger var vokset til ca. 3.000 bind, da de i 1814 blev flammernes bytte, da briterne indtog Washington.
Derefter tilbød Thomas Jefferson kongressen at købe hans eget privatbibliotek som en erstatning. Hans samling var over halvtreds år kommet op på næsten 6.500 bøger om filosofi, litteratur og videnskab på forskellige sprog. Denne mangfoldighed sprængte rammene for det, som oprindelig var tanken med kongresbiblioteket. Alligevel vedtog kongressen at købe samlingen for 24.000 $. Og Jeffersons overbevisning om, at alle emner kunne vise sig af interesse for den amerikanske lovgivende forsamling, fik fodfæste.
24. december 1851 ødelagde en brand 35.000 bøger og andre genstande, bl.a. et originalportræt af Christoffer Columbus.
Senere fik biblioteket rolle som pligtafleveringsbibliotek; den, som ville have sine værker ophavsretsligt beskyttet, måtte aflevere to gratiseksemplarer til Library of Congress. Men da det amerikanske patentkontor overtog denne rolle i 1859 og en ny brand ødelagde to tredjedele af den daværende bestand kom biblioteket i alvorlig pengenød. Ainsworth Rand Spofford vandt i 1864 Copyright Deposit-rollen tilbage for biblioteket, og sikrede en jævn finansiering fra landets to politiske partier.
Efterhånden opstod specialsamlinger. Den russiske samling har som rygrad et privatbibliotek på ca. 100.000 bind oprindeligt opbygget af G.V. Jidin i Krasnojarsk, som kom til USA i 1906.
Library of Congress er grundlæggere af International Internet Preservation Consortium, som samarbejder om internationale initiativer omkring web-arkivering. Biblioteket deltager aktivt i internationale sammenslutninger, hvor der udveksles viden om og udvikles metoder til digital bevaring af kulturarv. Library of Congress har også støttet Internet Archive og udstiller ældre digitaliserede materialer til fri benyttelse for hele verden, herunder en stor fotosamling.

## Brugerne
Biblioteket er åbent for publikum i forskningsøjemed såfremt de har fået udstedt The Reader Identification Card. Ankomsten er gennem en lille og uanseelig dør på Jeffersonbygningens bagside; hovedindgangen bruges fortrinsvis til udstillingsrum og kontorer. Man har da adgang til at bestille bøger som kan læses i den storslåede centrale læsesal i Jeffersonbygningen eller i specialiserede læserum som African and Middle Eastern Reading Room, Asian Reading Room, European Reading Room, Hispanic Reading Room og Rare Books and Special Collections Reading Room – det sidste for det som er Nordamerikas største samling af sjældne bøger. I nogle tilfælde tildeles egne alkover eller personlige reservationshylder.
Kun kongresmedlemmer, højesteretsdommere og visse andre regeringstjenestemænd kan få bøger med til hjemlån.

## Udstillinger, forelæsninger
Biblioteket har en række faste og vekslende udstillinger af høj kvalitet, og forestår også åbne forelæsninger som ofte tilbydes gratis i sin helhed som web-TV på bibliotekets internetsider. Et klenodie som er permanent udstillet i Jeffersonbygningen er et pragteksemplar af Gutenbergbibelen.

## De tre hovedbygninger
I 1886 blev det besluttet at bygge Thomas Jefferson Building, og bygningen blev taget i brug 1. november 1897. Den havde ikke noget andet navn end Kongresbiblioteksbygningen, før den i juni 1980 blev opkaldt efter præsident Thomas Jefferson. Bygningen blev rejst i italiensk renæssancestil. Den pragtfulde indgangshal er af marmor. Hovedlæsesalen har en imponerende kuppel, som kan minde om Pantheon i Rom, men er rigt udsmykket og bemalet. Bygningens specielle læsesale er også overdådigt udsmykket, ikke mindst det asiatiske læserum, og Jefferson Building har desuden en koncertsal.
John Adams Building blev færdig i 1938 og har i dag bogmagasinet og en anden stor læsesal. Arkitekturen har elementer fra jugendstil.
James Madison Memorial Building (1980) er en stor, men nøgtern bygning på seks etager med tidsskriftsafdelingen, forvaltningen, dataafdelinger og forskellige specialafdelinger.
Bygningerne er knyttet sammen med underjordiske tunneler, hvor der også er cafeteria og kaffebar. Bygningerne er fast arbejdsplads for mere end 4.000 medarbejdere, deriblandt professionelle bibliotekarer og videnskabsfolk indenfor mange områder. Store bogmagasiner ligger nord for Washington D.C.

## Kongresbibliotekarer
Lederen af Library of Congress, med titlen Librarian of Congress, bliver udnævnt af den amerikanske præsident og tiltræder efter godkendelse fra Senatet. 
I maj 2025 blev kongresbibliotekar Carla Hayden fyret med omgående virkning. Det skete, efter at den konservative lobbyorganisation American Accountability Foundation havde kritiseret hende for at promovere børnebøger med yderligtgående indhold og litteratur af modstandere af præsident Donald Trump. Hun var den første kvindelige og sorte kongresbibliotekar i USA's historie.
Biblioteket har haft følgende kongresbibliotekarer:
- John James Beckley (1802–1807)
- Patrick Magruder (1807–1815)
- George Watterston (1815–1829)
- John Silva Meehan (1829–1861)
- John Gould Stephenson (1861–1864)
- Ainsworth Rand Spofford (1864–1897)
- John Russell Young (1897–1899)
- Herbert Putnam (1899–1939)
- Archibald MacLeish (1939–1944)
- Luther H. Evans (1945–1953)
- Lawrence Quincy Mumford (1954–1974)
- Daniel J. Boorstin (1975–1987)
- James Hadley Billington (1987–2015)
- Carla Hayden (2015–2025)

## Eksternt link
- Wikimedia Commons har flere filer relateret til Library of Congress
- Library of Congress' website (engelsk)